# Indische Zeitrechnung
Auf dem indischen Subkontinent ist die Zeitrechnung durch eine Vielzahl von Ären und Zyklen gekennzeichnet. In dem Gebiet, das neben dem heutigen Indien und Nepal auch Pakistan, Bangladesch sowie Teile Afghanistans umfasst, gab es nur wenige Großreiche, deren Herrschaft sich über weite Gebiete des Subkontinents erstreckte. Vielmehr beherrschten Regionalfürsten und Dynastien jeweils kleine Bereiche. Entsprechend vielfältig ist die Anzahl Ären mit kurzer Dauer. Auch ist die Epoche einiger Ären unsicher. Nur wenige Ären hatten überregionale Bedeutung und werden noch heute verwendet.

## Ären
Die Ären haben sich vorzugsweise aus der Zählung von Regierungsjahren eines Herrschers bzw. einer Dynastie oder der Zählung von einem bestimmten Ereignis ab ergeben. Sie wurden aber meist erst im Nachhinein zu einer über längere Zeit verwendeten Ära. Auch kommen die Jahreszahlen manchmal ohne den Namen einer Ära vor, so dass einige Ären erst von der Forschung benannt wurden.
Bei der Zählung sind vollendete Kalenderjahre und laufende Kalenderjahre zu unterscheiden, wie wir sie zum Beispiel bei Altersangabe (2 Jahre und 3 Monate) bzw. im gregorianischen Kalender (August 2004) verwenden. Allerdings können bei ein und derselben Ära beide Arten vorkommen.

### Die Saptarshi-Kala-Ära
Die Ära hat ihren Namen nach den sieben Weisen (Rishi), die mit den sieben Sternen des Großen Bären identifiziert werden.
Nach alter indischer Tradition, die bis ins 6. Jahrhundert n. Chr. zurückreicht, verweilen die Sternen des Großen Bären jeweils 100 Jahre in einer Mondstation; sie durchlaufen also alle 27 Mondstationen in 2700 Jahren.
Die Ära wird seit etwa 813 n. Chr. in Kaschmir benutzt und verbreitet sich zwischen 925 n. Chr. Und 1025 n. Chr. in Indien.
Als Epoche ist das Jahr 3076 oder 3077 v. Chr. anzunehmen.
Im Jahr 2000 n. Chr. begann das Jahr 76 bzw. 5076 der Saptarshi-Kala Ära.
Bei dieser Zählung werden oft die Jahrhundertzahlen weggelassen und nur die Zehner und Einer angegeben, so dass die Zählung nach hundert Jahren wieder bei 1 beginnt.
Die Ära heißt auch Loka-Kala, in neuerer Zeit auch Pahari samvat und Kachcha samvat.

### Die Kali Yuga-Ära
Die Ära ist nach dem vierten, dem eisernen Zeitalter (Kali-Yuga) der hinduistische vier Weltalter benannt.
Die Ära ist in Südindien aus den Jahren 634 n. Chr., 770 n. Chr. und aus dem 10. Jahrhundert und dann seit dem 12. Jahrhundert bekannt. In Nordindien tritt diese Ära erst ab 1170 n. Chr. auf.
Die Epoche begann Mitternacht des 17. Februar 3102 v. Chr. bzw. Sonnenaufgang am 18. Februar 3102 v. Chr. Zu diesem Zeitpunkt soll eine Konjunktion der Sonne, des Mondes und aller Planeten stattgefunden haben. Auch soll der Gott Krishna, die achte Inkarnation des Gottes Vishnu, in den Himmel zurückgekehrt sein.
Im Jahr 2000 n. Chr. begann das Jahr 5102 der Kali Yuga-Ära.
Diese Ära wird vor allem in astronomischen Werken verwendet und kommt in Inschriften nur selten vor.

### Die buddhistische Ära
Die Ära ist nach dem Religionsgründer Siddharta Gautama, genannt Buddha, der Erleuchtete benannt.
Die Ära tritt erstmals im 3. Jahrhundert v. Chr. für kurze Zeit in ceylonesischen Chroniken auf, wobei als Todesjahr Buddhas das Jahr 483 v. Chr. gilt. Erst im 12. Jahrhundert kommt eine allgemein gebrauchte buddhistische Ära auf, die sich von Ceylon aus nach Burma (heute Myanmar) und Thailand ausbreitete. In Indien wird sie in Bodhgaya, im Bundesstaat Bihar, dem Ort der Erleuchtung des Buddha benutzt.
Die Epoche ist das Jahr 544 v. Chr., das als Todesjahr Buddhas gilt.
Im Jahr 2000 n. Chr. begann das Jahr 2454 der buddhistischen Ära.
Die Ära wird auch als Nirwana-Ära bezeichnet.

### Die Mahavira Nirwana-Ära
Die Ära ist nach der Erlöschen des Mahavira im Nirwana benannt. Mahavira ist der des Begründers des Jainismus.
Die Ära tritt schon früh in den Schriften des Jainismus auf, aber erst im 19. Jahrhundert kommt sie als offizielle Ära vor.
Die Ära wird von den Jains in Indien benutzt.
Die Epoche ist das Jahr 528 v. Chr., das als Todesjahr des Mahavira gilt.
Im Jahr 2000 n. Chr. begann das Jahr 2527 der Mahavira Nirwana-Ära.

### Die Maues-Ära
Die Ära ist nach dem indo-skythischen König Maues benannt.
Die Ära tritt kurz nach der Zeitenwende im Norden des Subkontinents auf.
Die Epoche ist nicht genau bekannt; sie könnte zwischen 78 v. Chr. und 68 v. Chr. liegen.

### Die Azes-Ära
Die Ära ist nach dem Indo-skythischen König Azes benannt, der im 1. Jahrhundert v. Chr. im Punjab und dem Industal regierte.
Die Ära wurde vermutlich von den Apracas begründet, die die Regierungsjahre des Azes einfach weitergezählt haben.
Die Ära kommt in der Zeit zwischen 6 n. Chr. und 327 n. Chr. auf Münzen vor.
Die Epoche ist das Jahr 58 v. Chr.
Die Ära ist sehr wahrscheinlich mit der Vikrama-Ära identisch.

### Die Vikrama-Ära
Die Ära ist nach dem legendären Chalukya-König Vikrama oder Vikramaditya aus Ujjain in Malwa im heutigen Madhya Pradesh benannt, doch kommt diese Bezeichnung erst 992 n. Chr. vor.
Vermutlich ist die Ära von dem kuschanischen König Kanischka I. begründet worden, der Nordindien erobert haben soll. Als Vikrama-Ära wird sie aber erst seit dem 12. Jahrhundert bezeichnet.
Die Ära breitete sich früh von Gujarat über ganz Nordindien aus. In Südindien tritt sie aber erst seit 1218 n. Chr. auf.
Die Epoche ist das Jahr 58 v. Chr.
Im Jahr 2000 n. Chr. begann das Jahr 2057 der Vikrama-Ära.
In der Zeit zwischen 450 n. Chr. und 850 n. Chr. wurde die Ära als Malava-Ära bezeichnet. Heute wird sie als Vikram Sambat oder auch Vikrama-samvat gebraucht.
Diese Ära wurde nie für astronomische Zwecke benutzt.

### Die Tiruvalluvar-Ära
Die Ära ist nach dem berühmten tamilischen Dichter Tiruvalluvar benannt; sein Tirukkural ist eines der bedeutendsten Werke in tamilischer Sprache.
Die Ära wurde von der Regierung Tamil Nadus zwischen 1971 und 1981 eingeführt.
 Diese Ära wird von der Regierung Tamil Nadus benutzt.
Die Epoche ist das Jahr 31. v. Chr., das als Geburtsjahr Tiruvalluvars angenommen wurde, obwohl seine Lebensdaten sehr unsicher sind. 
Im Jahr 2000 begann somit das Jahr 2031 der Tiruvalluvar-Ära.

### Die christliche Ära
Siehe auch: v. Chr., v. u. Z., Anno Domini, Anno Salutis
Die Ära ist nach Jesus Christus benannt.
Die Ära kam mit den europäischen Kolonialherren im 17. Jahrhundert nach Indien.
Die Epoche ist das Jahr 1 n. Chr.

### Die Saka-Ära
Die Ära wird seit dem Jahr 400 n. Chr. benutzt, aber erst im Jahre 505 n. Chr. wird sie in Anleitungen für Kalendermacher als Saka-Ära bezeichnet.
Die Ära stammt aus der südwestlichen Gegend Nordindiens und verbreitete sich im Laufe der Zeit über ganz Indien und hat sich bis in die Gegenwart erhalten.
Die Epoche ist der 1. April 78 n. Chr., der Tag der Frühlingstagundnachtgleiche. Nach indischen Astronomen, die den Lauf des Jupiters genau beobachteten, sollen zu diesem Zeitpunkt der Mond und Jupiter ganz in der Nähe der Sonne gestanden haben.
Im Jahr 2000 n. Chr. begann das Jahr 1923 der Saka-Ära.

### Die Kaniska-Ära
Die Ära wurde vom Kuschana-König Kanischka I. eingeführt.
Sie wurde in Gandhara und Mathura benutzt.
Die Epoche ist das Jahr 227 n. Chr.
Vermutlich wurde nach den ersten hundert Jahren erneut mit 1 angefangen zu zählen.

### Die Valabhi-Ära
Die Ära wurde nach der Hauptstadt Valabhi der Maitrakas benannt und von den Maitrakas in Westindien eingeführt.
Die Ära wurde in Kathiavad und Umgebung zwischen 400 n. Chr. und 1263 n. Chr. benutzt.
Die Epoche ist der Herbst des Jahres 318 n. Chr.
Die Ära ist wahrscheinlich eine Variante der Gupta-Ära.

### Die Gupta-Ära
Die Ära wurde nach der Gupta-Dynastie benannt, die wahrscheinlich aus dem mittleren und östlichen Gangestal stammte und ein Großreich aufbaute.
Die Ära wurde von Candragupta II. oder einem seiner Nachfolger eingeführt.
Die Ära verbreitete sich mit der Ausdehnung des Gupta-Reiches auf ganz Nord- und Mittelindien und Nepal und ist für den Zeitraum von 482 n. Chr. bis 705 n. Chr. belegt.
Die Epoche ist das Frühjahr 320 n. Chr. Vielleicht war das der Zeitpunkt der Thronbesteigung Candragupta I. oder dessen Heirat mit der Prinzessin Kumaradevi.

### Die Cedi- oder Kalachuri-Ära
Die Ära ist nach der Kalachuri-Dynastie von Maharashtra benannt.
Sie wurde in West- und Zentralindien benutzt.
Sie ist seit 457 n. Chr. bis in die erste Hälfte des 8. Jahrhunderts n. Chr. belegt. In Inschriften tritt sie vom 10. bis ins 13. Jahrhundert auch als Cedi-Ära auf.
Die Epoche fällt in die Jahre 248 oder 249 n. Chr.

### Die Ganga-Ära
Die Ära ist nach den Ganga-Königen von Kalinganagara, Madras benannt.
Die Ära wurde in Westindien benutzt.
Die Ära ist über einen Zeitraum von 254 Jahren belegt.
Die Epoche könnte im Jahr 590 n. Chr. oder 7. Jahrhundert liegen.

### Die Fasli-Ära, die Bengali San-Ära, die Vilajati-Ära
Der Fasli-Ära ist nach der Verwendung für Ackerbaukalender, die Bengali San-Ära. nach dem Gebiet Bengalen und die Vilajati-Ära nach dem Begriff „Provinz“ benannt.
Die Ären wurden von dem Mogulkaiser Akbar I. eingeführt und zwar als Fasli-Ära. in der oberen Gangesebene, als Bengali-San-Ära in Bengalen und als Vilajati-Ära im Dekhan.
Ausgehend von seiner Thronbesteigung im Jahre 1554 oder 1555 n. Chr. bzw. 963 nach der Hedschra sollten alle Kalender seines Reiches die gleiche Jahreszahl wie der mohammedanische Kalender verwenden. Da die mohammedanische Zeitrechnung reine Mondjahre mit nur 354 Tagen zählt, die neuen Ären aber Sonnenjahre zählten, muss als rechnerische Epoche statt der Hidschra (622 n. Chr.) das Jahr 593 n. Chr. angesetzt werden.
Im Jahre 2000 begann das Jahr 1407 dieser Ären.
Diese Zählung wird in Orissa als Amli-Ära bezeichnet.

### Die Mahratta Sur-San-Ära
Die Ära wurde im heutigen Bundesstaat Maharashtra verwendet und kommt auch heute noch gelegentlich vor.
Sie war ursprünglich eine Zählung nach islamischem Mond-Kalender, zählt aber seit 1344 n. Chr. nach Sonnenjahren, so dass als Epoche das Jahr 599 n. Chr. angesetzt werden muss.
Die Ära wurde auch als Arabi San bezeichnet.

### Die Harsha-Kala-Ära
Die Ära ist nach dem nordindischen König Harshavardhana benannt.
Sie wurde 606 oder 607 n. Chr. eingeführt.
Die Ära wurde in Mathura und Kanauj benutzt.
Mehr als zehn Inschriften aus dem 7. und 8. Jahrhundert sind aus Nepal überliefert. Obwohl die Dynastie mit Harshavardhana endete, blieb die Ära noch etwa vierhundert Jahre in Gebrauch.
Als Epoche wird das Jahr 606 oder 607 n. Chr. vermutet.

### Die mohammedanische Ära
Die Ära ist nach dem Religionsgründer Mohammed benannt.
Die Ära soll unter dem Kalifen Umar 639 n. Chr. eingeführt worden sein.
Die Ära wird seitdem von fast allen Muslimen benutzt.
Die Epoche ist der 15. Juli 622 n. Chr. Es ist der Anfang des Jahres, in dem Mohammed von Mekka nach Medina übersiedelte, das Jahr der Hidschra.
Im Jahr 2000 n. Chr. begann das 1421 der mohammedanischen Ära.

### Die Yazdegerd-Ära
Die Ära ist nach dem letzten Sassanidenkönig Persiens Yazdegerd III. benannt.
Sie entstand, als nach der Ermordung des Königs die Zählung nach den Regierungsjahren Yazdegerds III. fortgesetzt wurde.
Die Epoche ist entsprechend das Jahr 632. n. Chr., der Neujahrstag seines ersten Regierungsjahres. Mit den Persern, die vor der Verfolgung durch die Araber aus Persien flohen, kam die Ära nach Indien.
Im Jahr 2000 n. Chr. begann das Jahr 1370 dieser Ära.

### Die birmanische Ära
Die Ära ist nach dem Staat Birma (heute Myanmar) benannt.
Der König Kandasorea soll 638 n. Chr. den Buddhismus in Arakan eingeführt haben und eine Ära zu Ehren des Buddha begründet haben.
Die Ära stammt von den Arakanen, die das Gebiet im 7. Jahrhundert oder im 9. Jahrhundert eroberten.
Die Ära wurde im Gebiet von Chittagong verwendet.
Die Epoche ist das Jahr 638 n. Chr.
Im Jahr 2000 n. Chr. begann das Jahr 1363 dieser Ära.
Die Ära heißt auch Magi-San-Ära oder Mug-Ära.

### Die Shahur- oder Sur-Ära
Die Ära wurde im westlichen Maharashtra gebraucht.
Die Ära wurde um das Jahr 1344 n. Chr. wahrscheinlich bei der Gründung der mohammedanischen Königreiche im Dekhan eingeführt.
Da der mohammedanischen Zeitrechnung ein reines Mondjahr zugrunde liegt, diese Ära aber Sonnenjahre zählt, muss als rechnerische Epoche statt der Hedschra (622 n. Chr.) das Jahr 599 n. Chr. angesetzt werden.
Im Jahr 2000 n. Chr. begann das Jahr 1401 dieser Ära.
Die Ära wird auch Mahratta Sur-San oder Arabi-San genannt.

### Die Kollam-Ära
Die Ära ist nach einer Gegend an der Malabarküste benannt.
Sie wurde unter Udaiyamar Tandavarman eingeführt.
Sie wurde an der Küste von Malabar von Mangalore bis zum Cap Comorin und im Gebiet von Tinnevelly benutzt.
Die Epoche ist das Jahr 825 n. Chr.
Es soll sich um eine zyklische Jahrtausendzählung handeln, die mit dem legendären Parasurama im Jahre 1176 v. Chr. begann. Allerdings stammt das erste bekannte Datum erst aus dem Jahr 973 n. Chr.; und tatsächlich wurde die Zählung im Jahre 1825 n. Chr. mit 1001 fortgesetzt. Möglicherweise ist diese Zählung eine südliche Variante der Saptarshi-Zählung.
Im Jahr 2000 n. Chr. begann das Jahr 1176 dieser Ära.

### Die Newar-Ära
Die Newar-Ära ist nach dem nepalesischen Bergvolk Newar benannt.
Die Ära wurde in Nepal seit 878 n. Chr., als sie die Gupta- und Harsha-Ära ersetzte. Sie wurde offiziell bis 1768 n. Chr. verwendet, als die Gurkhas nach Nepal kamen, die von den Muslimen aus Nordindien vertrieben worden waren, und die Saka-Ära mitbrachten.
Die Epoche ist das Jahr 879 n. Chr.
Die Ära wird auch Nepal-Ära genannt.

### Die Chalukya-Vikrama-Ära
Die Chalukya-Ära wurde nach dem König Vikramaditya II. der westlichen Chalukya benannt.
Sie wurde vom König Vikramaditya II. eingeführt, um die Saka-Ära abzulösen.
Die Epoche ist das Jahr 1076 n. Chr., das Jahr der Thronbesteigung Vikramaditya II.

### Die Simha-Ära
Die Ära ist nach dem König Siva Simhadeva benannt.
Die Ära war in Kathiavad und Gujarat in Gebrauch.
Die Ära ist für die Zeit von 1145 bis 1264 n. Chr. belegt.
Die Epoche ist vermutlich das Jahr 1113 n. Chr.

### Die Lakshmana-Sena-Ära
Die Ära ist nach dem bengalischen König Lakshmana benannt.
Die Ära wurde in Bengalen, Tirhut und Mithila benutzt. Sie wurde während seiner Regierungszeit oder kurz nach seinem Tode eingeführt.
Die Epoche ist umstritten: Möglich sind die Jahre 1105 oder 1106 n. Chr. wahrscheinlicher aber sind die Jahre 1118 oder 1119 n. Chr.

### Die Nanakshahi-Ära
Die Ära ist nach Guru Nanak, dem Begründer des Sikhismus benannt.
Die neue Ära wurde 1998 durch das Shiromani Gurdwara Prabhandak Komitee (SGPC) eingeführt.
Die Ära wird von den Sikh benutzt, ist aber sehr wohl stark umstritten.
Die Epoche ist das Jahr 1469 n. Chr., das Geburtsjahr Guru Nanaks.
Im Jahr 2000 begann das Jahr 532 dieser Ära.

### Die Tarikh-Ilahi-Ära
Der Name bedeutet „göttliche Ära“.
Die Ära wurde von dem Großmogul Akbar I. am 21. März 1584 rückwirkend zum ersten Neujahrsfest nach dessen Thronbesteigung im Februar 1556 eingeführt.
Sie war bis in die Regierungszeit des Mogulkaisers Shah Jahan im 17. Jahrhundert in Gebrauch.

### Die Rajyabhisheka-Saka-Ära
Die Ära wurde von Shivaji, dem Gründer des Königreichs Mahratta eingeführt.
Die Epoche dieser Zählung ist das Jahr 1674 n. Chr., das Jahr seiner Thronbesteigung.
Die Ära wurde auch Mahratta Raja Saka-Ära oder Raj-abhishek-Ära genannt.

## Zyklen

### Der 12-jährige Jupiterzyklus
Der Zyklus basiert auf der Beobachtung des Planeten Jupiter. Dabei gibt es zwei Methoden, ein Jupiterjahr (samvatsara) zu bestimmen.
Nach der ersten Methode begann ein Jupiterjahr, wenn der Planet nach einer Zeit der Unsichtbarkeit erstmals wieder am Morgenhimmel sichtbar wurde. Entsprechend hatte ein solches Jupiterjahr zwischen 392 und 405 Tage.
Dieser Zyklus war in Nordindien zur Zeit der Gupta-Dynastie in Gebrauch und ist für den Zeitraum 457 bis 528 belegt.
Nach der zweiten Methode beginnt ein Jupiterjahr, wenn der Planet in ein neues Tierkreiszeichen (rasi) tritt. In den indischen Werken werden für die Länge eines solchen Jupiterjahres Werte zwischen 361,026721 und 361,020007 Tagen angegeben.
Dieser Zyklus wurde in astronomischen Werken verwendet und ist seit Aryabhata (*476; † um 550) in Gebrauch.
In beiden Methoden werden die Jupiterjahre nicht gezählt, sondern sind wie die Monate der Mondjahre nach Mondhäusern (nakshatra) benannt:
| 1  | Kârttika     |
| 2  | Mârgraśîrsha |
| 3  | Pausha       |
| 4  | Mâgha        |
| 5  | Phâlguna     |
| 6  | Chaitra      |
| 7  | Vaiśâkha     |
| 8  | Jyeshtha     |
| 9  | Âshâdha      |
| 10 | Śrâvana      |
| 11 | Bhâdrapada   |
| 12 | Âśvina       |

### Der 60-jährige Jupiterzyklus
Der Zyklus entstand vermutlich aus der Zusammenfassung von fünf 12-jährigen Jupiterzyklen. Das Jupiterjahr beginnt, wenn der Planet Jupiter in ein neues Tierkreiszeichen (rasi) tritt. In den indischen Werken werden für die Länge eines solchen Jupiterjahres Werte zwischen 361,026721 und 361,020007 Tagen angegeben.
Dieser Zyklus wird in Nordindien und Südindien unterschiedlich gebraucht.
Bei der nordindischen Methode wird das Sonnen- bzw. Mondjahr nach dem Jupiterjahr benannt, in das der Beginn des Kalenderjahres fällt. Dadurch fällt etwa alle 85 Jahre ein Jupiterjahr weg, wenn zwei Jupiterjahre im gleichen Kalenderjahr beginnen.
Bei der südindischen Methode läuft der Zyklus unabhängig vom Stand des Jupiters ohne Auslassung vollständig durch.
Der 60-jährige Jupiterzyklus ist auch heute noch in Gebrauch.
Die einzelnen Jupiterjahre werden nicht gezählt, sondern haben eigene Namen:
| Nr. | Name        | Nr. | Name        | Nr. | Name          |
| --- | ----------- | --- | ----------- | --- | ------------- |
| 1   | prabhava    | 21  | sarrajit    | 41  | plavanga      |
| 2   | vibhava     | 22  | sarvadhârin | 42  | kîlaka        |
| 3   | śukla       | 23  | virôdhin    | 43  | saumya        |
| 4   | pramôda     | 24  | vikŗita     | 44  | sâdhâraņa     |
| 5   | prajâpati   | 25  | khara       | 45  | virôdhakŗit   |
| 6   | angirasa    | 26  | nandana     | 46  | paridhâvin    |
| 7   | śrîmukha    | 27  | vijaya      | 47  | pramâdin      |
| 8   | bhâva       | 28  | jaya        | 48  | ânanda        |
| 9   | yuvan       | 29  | manmatha    | 49  | râkshasa      |
| 10  | dhâtrŗi     | 30  | durmukha    | 50  | anala         |
| 11  | îśvara      | 31  | hémalambi   | 51  | pingala       |
| 12  | bahudhânya  | 32  | vilamba     | 52  | kâlayukta     |
| 13  | pramâthin   | 33  | vikârin     | 53  | siddhârthin   |
| 14  | vikrama     | 34  | śârvarin    | 54  | raudri        |
| 15  | vŗisha      | 35  | plava       | 55  | durmati       |
| 16  | chitrabhânu | 36  | śubhakŗit   | 56  | dundubhi      |
| 17  | subhânu     | 37  | śôbhana     | 57  | rudhirôdgârin |
| 18  | târana      | 38  | krôdhin     | 58  | raktâksha     |
| 19  | pârthiva    | 39  | viśvâvasu   | 59  | krôdhana      |
| 20  | vyaya       | 40  | parâbhava   | 60  | kshaya        |

Der laufende Zyklus begann in Nordindien im Jahre 1975 n. Chr., in Südindien im Jahre 1987 n. Chr.
Im Jahr 2000 n. Chr. begann nach der nordindischen Methode das Jahr „nandana“, nach der südindischen Methode das Jahr „vikrama“.

### Der Graha-parivritti-Zyklus
Der Zyklus ist umfasst 90 Sonnenjahre.
Der laufende Zyklus begann im Jahre 1957 n. Chr.
Im Jahr 2000 n. Chr. begann das Jahr 43 des Graha-parivritti-Zuklus’.
Der Zyklus wird in Südindien vor allem in Madura in Tamil Nadu benutzt.

### Der Onko-Zyklus
Der -Zyklus war ein Zyklus von Regierungsjahren.
Die Jahre wurden von 1 bis 59 gezählt, wobei mit Ausnahme der 10 alle Zahlen, die auf 0 oder auf 6 enden, überschlagen wurden, so dass der Zyklus tatsächlich 49 Jahre umfasst. Nach 59 wurde mit „2. [Reihe], 1. Jahr“, wieder bei 1 begonnen.
Die Zählung begann mit dem ersten Regierungsjahr des Fürsten.
Diese Zählung wurde im Distrikt Ganjam in Orissa benutzt.
Der Zyklus wird auch als Anka-Zyklus bezeichnet.